# Onthophagus semiasper
Onthophagus semiasper là một loài bọ cánh cứng trong họ Bọ hung (Scarabaeidae).